# أوغور آكتاش
أوغور آكتاش (بالتركية: Uğur Aktaş)‏ هو لاعب كرة قدم تركي في مركز الوسط، ولد في 3 أكتوبر 1990 في دنيزلي في تركيا. لعب مع بالق أسير سبور ودينيزلي سبور وغيرسون سبور وفتحية سبور.

## وصلات خارجية
- أوغور آكتاش على موقع اتحاد تركيا (لاعب) (الإنجليزية)
- أوغور آكتاش على موقع قاعدة بيانات كرة القدم.إي يو (الإنجليزية)
- أوغور آكتاش على موقع Soccerway.com (الإنجليزية)
- أوغور آكتاش على موقع عالم كرة القدم.نت (الإنجليزية)